# 高山梨沙
高山 梨沙（たかやま りさ、1993年6月29日 - ）は、北海道網走郡美幌町出身の女子スピードスケート選手である。安平町立早来中学校、駒澤大学附属苫小牧高等学校卒業。富士急行所属。妹である高山菜摘もスピードスケート選手。

## 来歴
小学校2年でスケートを始める。
小4で千歳市に移り、早来町（現・安平町）の少年団に入団。スピードスケートを本格的を打ち込む。小6で早来町に再び移住。
中学進学後に才能が開花。1年で3000mで全国準優勝。2年では全国優勝。真駒内選抜5000mで史上初の中学生優勝を果たした。
2008年にISUワールドカップ日本代表に選ばれる。中学生の選出は史上初。